# Zimowe Igrzyska Azjatyckie 1999
III Zimowe Igrzyska Azjatyckie odbywały się od 30 stycznia do 6 lutego 1999 w prowincji Gangwon w Korei Południowej. Zawody odbywały się w Yongpyong, Chuncheon i Gangneung. Zawody narciarskie odbyły się pomimo rekordowo niskich opadów śniegu w tym regionie.

## Maskotka
Maskotką Zimowych Igrzysk Olimpijskich 1999 był pomarańczowy niedźwiadek z białym półksiężycem na brzuchu, w czapce mikołaja, trzymający pochodnię z logo Igrzysk Azjatyckich.

## Dyscypliny
Rozegrano zawody w 43 konkurencjach, w 7 dyscyplinach. Z programu wycofano narciarstwo dowolne.
- biathlon
- biegi narciarskie
- hokej na lodzie
- łyżwiarstwo figurowe
- łyżwiarstwo szybkie
- narciarstwo alpejskie
- short track

## Państwa biorące udział w IV Zimowych Igrzyskach Azjatyckich
Gwiazdką * oznaczono reprezentacje złożone tylko z delegatur państwowych
| - Bangladesz* - Bhutan - Chiny - Chińskie Tajpej - Hongkong - Indie - Iran - Japonia - Kazachstan - Kirgistan - Korea Południowa - Korea Północna - Kuwejt | - Liban - Makau* - Mongolia - Nepal* - Pakistan - Filipiny* - Singapur* - Sri Lanka* - Tajlandia - Tadżykistan - Uzbekistan - Wietnam* |

## Tabela medalowa
| #  | Reprezentacja    | Złoto | Srebro | Brąz | Razem |
| -- | ---------------- | ----- | ------ | ---- | ----- |
| 1. | Chiny            | 15    | 10     | 11   | 36    |
| 2. | Korea Południowa | 11    | 10     | 14   | 35    |
| 3. | Kazachstan       | 10    | 8      | 7    | 25    |
| 4. | Japonia          | 6     | 14     | 9    | 29    |
| 5. | Uzbekistan       | 1     | 1      | 1    | 3     |

(Kraj organizujący Igrzyska wyróżniony. Nie są wliczone medale ze sportów pokazowych.)